# ヤンママ

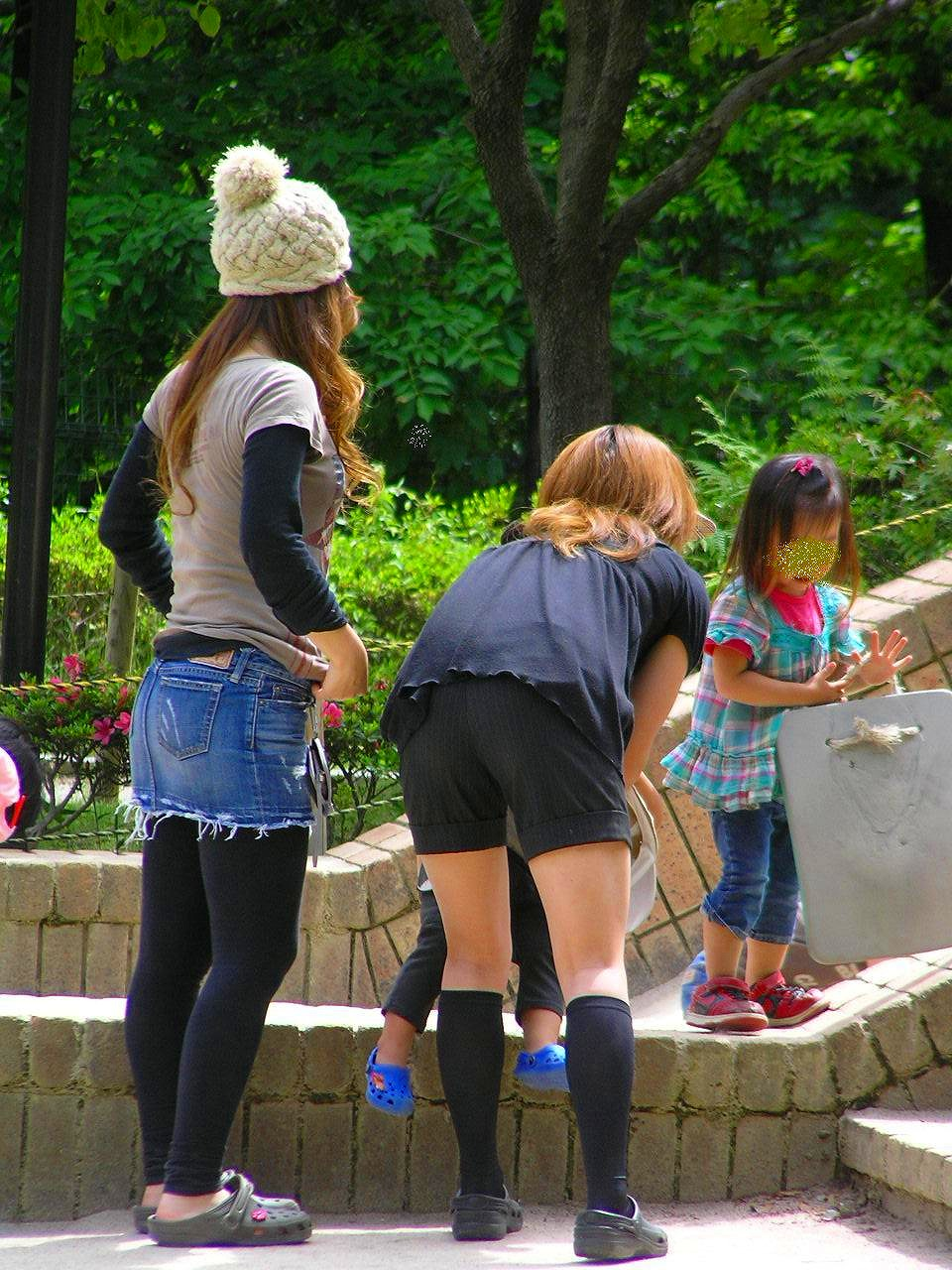
公園で子供と遊ぶヤンママ。2008年撮影。

ヤンママは、いわゆるヤンキーと言われていた、おもに十代の少女が若くして妊娠・出産し、子育てをする母親を指す俗語。1984年頃から育児雑誌などで使われ始めた流行語。1990年代には、単純に若い母親のことをさすようにもなった。

## 概説
1993年12月には笠倉出版社から漫画雑誌『ヤンママコミック』が創刊されたが、そこでは「ヤンママ」には、「つっぱりを表す「ヤンキー」という言葉と、「ヤング」の二つの意味が込められている」と説明されていた。同誌は、「ヤンママ」は、編集長だった田村恵子による造語であるとしていた。同誌はその後、一時は公称15万部の規模に達したが、1997年夏に休刊した。
1994年春には、講談社の雑誌『VIEWS』が4月27日号で「ヤンママが変! 子ども大変!!」という特集を組み、秋には、ヤンママを主人公にした斉藤由貴主演のテレビドラマ『福井さんちの遺産相続』が放送された。年末には「新語・流行語トップテン」のひとつに「ヤンママ」が選ばれた。
ヤンママは、派手な服装と茶髪が特徴とされ、しばしば貧困とも結び付けられて論じられた。

## ヤンママを扱った作品
- だってヤンママ
- ママまっしぐら!